# Miroslav Konštanc Adam
Miroslav Konštanc Adam OP (* 2. August 1963 in Michalovce, Tschechoslowakei) ist ein slowakischer Ordenspriester, Theologe und Rechtswissenschaftler.

## Leben
Adam studierte zunächst Veterinärmedizin und wurde 1987 an der Pavol-Jozef-Šafárik-Universität in Košice promoviert. Während einer Forschungstätigkeit trat er am 26. Februar 1989 der Ordensgemeinschaft der Dominikaner bei. Am 13. April 1993 legte er Profess ab, am 24. Juni 1995 empfing er die Priesterweihe. Nach dem Abschluss eines Masterstudiums in Theologie 1995 an der Palacký-Universität Olmütz wurde er 2001 an der Päpstlichen Universität Heiliger Thomas von Aquin (Angelicum) in Rom in Kanonischem Recht promoviert. Er war Kaplan der Wirtschaftsuniversität Bratislava und Seelsorger in Bratislava. Von 2001 bis 2005 war er erster Provinzial der Dominikaner in der Slowakei. Von 2001 bis 2010 lehrte er Kanonisches Recht an der Universität Trnava und 2004 am Theologischen Institut Thomas von Aquin in Kiew. 
Am 11. Oktober 2005 wurde er als Professor für Kanonisches Recht an das Angelicum in Rom berufen. 2009 wurde er Dekan der Fakultät für Kanonisches Recht und Vizerektor des Angelicum. Zudem lehrte er am Päpstlichen Orientalischen Institut in Rom. Am 26. März 2012 wurde Adam in Nachfolge von Charles Morerod OP vom Großkanzler Bruno Cadoré mit Einverständnis der Kongregation für das Katholische Bildungswesen zum Rektor des Angelicum ernannt. 2017 folgte ihm Michał Paluch OP.
Von 2003 bis 2005 war er externer Richter am Diözesangericht des Erzbistums Košice und ab 2006 externer Richter des Interdiözesangerichts von Latium. 2006/07 übernahm er ein Mandat am Diözesangericht des Erzbistums Los Angeles. Seit 2009 ist er Konsultor der Kongregation für die Glaubenslehre und der Kongregation für die Institute geweihten Lebens und für die Gesellschaften apostolischen Lebens in Rom.